# 普斯科夫州
普斯科夫州（羅馬化：Pskovskaya oblast）是俄罗斯联邦主体之一，隶属于西北部联邦管区。该州靠近爱沙尼亚和拉脱维亚边境，面积55,300平方公里，人口746,652（2004年），首府普斯科夫。